# 錦糸公園
錦糸公園（きんしこうえん）は、東京都墨田区錦糸にある墨田区立の公園である。錦糸町駅に近く、周辺住民のみならず駅周辺の繁華街を利用する人にも利用されている。

## 歴史
当公園は1923年に発生した関東大震災によって壊滅的な被害を受けた東京の復興事業の一環として隅田公園（台東区、墨田区）、浜町公園（中央区）と並んで計画されたものである。当地は元々は帝国陸軍の糧秣厰倉庫であったが公園として整備され、1928年7月に開園された。戦時中は空襲からの避難所としての役割や戦災で命を落とした人たちの仮埋葬所としても利用され、1945年の東京大空襲においては1万余の遺体が当公園に仮埋葬された。1945年3月13日、囚人141人で組織された「刑政憤激挺身隊」が錦糸公園付近の累積死体処理に初出動し、1穴200体収容の大穴10個をつくり、トラックで搬入された死体を埋葬した。戦後は人々の憩いの場として使われるようになり、次第に体育館や噴水池などが整備されてきた。公園の北側には隣接して長く精工舎（SEIKO）の工場があったが、再開発によりオフィスや飲食店などが入った商業施設「オリナス」が2006年にオープンした。当施設を始め付近を行き交う人々にも多く利用されている。錦糸公園もそれにあわせて現在再整備が進行されている。

## 主な施設
- ちびっこ広場
- 水と緑と花の広場
- 噴水
- 芝生広場
- 野球場
- テニス場
- 屋内プール
- ひがしんアリーナ（墨田区総合体育館）
- 千種稲荷神社

## 近隣施設
- オリナス

## アクセスなど
- 錦糸町駅北口より徒歩3分程度。
- 開園時間:常時開園
- 駐車場:一般用はなし
- 料金:入園無料。ただし体育館やプール、野球場など諸施設の利用は有料。予約が必要な場合もあるので詳細は公式サイト等参照。